# Learning to Live
"Learning to Live" je osma pjesma i posljednja pjesma s albuma Images and Words (izdan 1992. godine) američkog progresivnog metal sastava Dream Theater. Osim na studijskom izdanju, pjesma je još uključena u uživo izdanja Once in a LIVEtime, Live Scenes from New York i Chaos in Motion 2007-2008, te DVD video izdanjima Metropolis 2000: Scenes from New York i Chaos in Motion 2007-2008.
Learning to Live je prva pjesma koju je basist John Myung napisao za Dream Theater (ne uzimajući u obzir pjesmu "Take the Time"). Ova je pjesma također posvećena tenisaču Arthuru Asheu koji je obolio i umro od AIDS-a, te i sam tekst pjesme govori o epidemiji AIDS-a i o onima koji se moraju do kraja života nositi s tom bolešću.
Pjevač James LaBrie je u ovoj izvedbi otpjevao najvišu notu u cijeloj diskografiji Dream Theatera, otpjevavši ton F# pod sopranom C. No, zbog nesreće koja mu se dogodila krajem 1994. godine (pukuće glasnica), LaBrie ima poteškoća s pjevanjem izrazito visokih nota, pa na nastupima uživo većinom dosegne notu C#.
Studijsko izdanje pjesme traje 11 minuta i 31 sekundu, no ponekad na nastupima uživo sastav u uvod pjesme uključi pjesmu "Wait for Sleep", produžujući tako trajanje skladbe do 15 minuta.

## Izvođači
- James LaBrie - vokali
- John Petrucci - električna gitara
- John Myung - bas-gitara
- Mike Portnoy - bubnjevi
- Kevin Moore - klavijature